# Рокитне (Чернівецький район)
Роки́тне — село в Україні, в Новоселицькій міській громаді Чернівецького району Чернівецької області.
Село розташоване між річками Рокитнянка і Рингач. Населення — близько 2500 чол.
Відстань до обласного центру — 34 км.
- Рокитна — село царачьке при річці Рокитна, 1428 осіб, 280 дворів, православна церква,Церква ХВЕ (християн віри євангельської)(пятидесятники) кордон.

## Історія
Вперше село згадується в документах 1437 року як маєток боярина Михайла з м. Дорохой (Румунія). Після 1813 року село знаходиться на лівому березі річки Рокитнянка.
За даними на 1859 рік у власницькому селі Хотинського повіту Бессарабської губернії, мешкала 1060 осіб (550 чоловічої статі та 510 — жіночої), налічувалось 140 дворових господарств, існувала православна церква.
Станом на 1886 рік у власницькому селі Новоселицької волості мешкало 1428 осіб, налічувалось 280 дворових господарств, існували православна церква та кордон.
Під час Першої світової війни (1914–1918) село передувало в зоні бойових дій. Зокрема, поблизу села 13 червня 1915 року відбулася смілива кінна атака польських уланів на укріплену позицію російської армії. Ескадрон II бригади Легіонів Польських під орудою ротмістра Збіґнева Дунін-Вонсовича атакував кінно потрійні, добре укріплені траншеї противника. Але ця героїчна атака не була узгоджена з піхотою, а тому виявилася незавершеною, вважає дослідник В. Заполовський. У ніч на 14 червня російські війська опустили тамтешню позицію і відступили вглиб Бессарабії. Полеглих уланів урочисто поховали у с. Рідківці, яке в той час мало назву Раранча.
Ця героїчна за виконанням атака польської кінноти вважається однією з найвизначніших в історії Війська Польського і згадується (як Rokitna) в тексті відомої пісні "Czerwone maki na Monte Cassino".
28 червня 1940 року село приєднано до радянської України.
23 червня 1941 року 80 односельчан були мобілізовані на фронт.
В квітні 1944 року близько 400 односельчан були мобілізовані на війну, 125 з них не повернулись. В центрі села в 1967 році було встановлено пам'ятник загиблим на війні односельчанам.
В 1953 році в центрі села було побудовано клуб на 250 місць. В ньому виступали Іво Бобул, Лілія Сандулеса, Іон Кілару, Василь Васкан.
В 1963 році була відкрита Рокитнянська восьмирічна школа — пізніше Рокитнянська середня школа, де зараз навчаються близько 420 учнів. В селі знаходиться 770 дворів, більш 200 машин та мотоциклів.
В 1968 році відкрито дитячий садок «Малятко», який щоденно відвідують 35-40 дітей.
В 1996 році відкрито новий стадіон, відкрито магазин. Побудовано адміністративний будинок, де знаходиться сільська рада, бібліотека та вузол зв'язку.